# Медіадизайн
Медіадизайн (медійний дизайн) (від англ. mediadesign — media, design) — це практика художньо-технічного оформлення та подання інформації з урахуванням ергономіки роботи з інформаційними джерелами та сервісами, функціональних можливостей подання інформації, естетики візуальних форм її представлення та психологічних критеріїв сприйняття її людиною.
Продуктом медіадизайну є форма повідомлення через статичний або динамічний носій. Статичний носій продукту медіадизайну є матеріалізованим. Наприклад, щоб «зробити» буклет, необхідно спочатку створити оригінал-макет (етап дизайн-проектування), а потім його надрукувати (етап виробництва носія). Нематеріалізований в носії дизайн-макет, на погляд замовника, не є буклетом, але з точки зору дизайну (як проектування) він реалізований. Електронне проектування продукту в області статичного друкованого середовища не дає змоги зараховувати кінцевий продукт до електронного динамічного середовища, оскільки властивості останнього розкриваються через характеристику носія інформації, який у друкованому середовищі незалежно від проектування завжди статичний. Динамічне середовище використовує електронні носії інформації, які трансформують класичну схему в нову: «один носій — багато макетів». Найбільш поширеними є універсальні електронні засоби комунікації: телебачення, комп'ютери, глобальні електронні мережі.

### Етимологія
Існують різні інтерпретації поняття «медіадизайн», проте сучасні дослідники медіадизайну в Україні, зокрема Ситник О. В., Салига П. Г., Горлач Д. А., Фомішина О.В тощо, дотримуються класичної західної позиції в розумінні цього терміна як усього комунікативного середовища, оскільки вона є більш логічною і поширеною, а, отже, дозволить уникнути колізій у трактуванні та перекладі іноземної літератури.
Сучасний український медіапростір має ряд характерних відмінностей у порівнянні з зарубіжним і потребує глибокого вивчення проблем медіадизайну, його наукового обґрунтування задля потреб сучасного інформаційного суспільства, що є запорукою для подальшого розвитку науки, освіти та суспільства, інтеграції до світової академічної спільноти.
В умовах сучасного розвитку інформаційного суспільства очевидним є факт зростання психологічного, естетичного, культурно-виховного та екологічного впливу на людину нової сфери дизайн-проектування, не пов'язаної з обов'язковими рисами традиційного дизайну — з матеріальним виробництвом і інструментальною функцією продукту. Серед назв цієї молодої сфери дизайну фігурують такі варіанти: комп'ютерний дизайн, інформаційний дизайн, дизайн програмних інтерфейсів, медіадізайн, інтерактивний дизайн, дизайн електронного середовища тощо.
Поняття «дизайн» визначають по-різному: як діяльність, спрямовану на створення як речей, так і форму організованості [2, с. 183]; як продукт проектної діяльності [1, с. 133]. На узагальненому рівні дизайн розуміють як зовнішній вигляд (форма продукту або сам продукт, його функції); як процес його мисленного створення — проектування; як сферу діяльності, що охоплює теорію, практику, продукти і службу тощо [5]. На думку М. Коськова, дизайн — це проектування естетично організованої форми практично корисних об'єктів промислового виробництва [4, с. 132].
Значну частину функціональної сфери дизайну, де проектуються об'єкти, призначені головним чином для передачі інформації, називають медіадізайном. Медіа — це комунікативне середовище, під яким розуміються засоби та інструменти для зберігання, обробки, передачі й прийому інформації або даних: в англомовній літературі слово «media» є множиною іменника «medium», що означає спосіб, засіб і середовище як речовину, в якій існує що-небудь. З іншого боку, можна простежити зв'язок між комунікацією (communication) і середовищем комунікації, тобто медіа. «Communico» в перекладі з латині означає повідомляти, розмовляти, робити спільним, приєднувати, пов'язувати. Іменник «communicatio» — це водночас і повідомлення, і передача повідомлення, спілкування [6].

### Складники медіадизайну
Для всіх без винятку видів дизайну цифрове середовище стало засобом проектування будь-якого кінцевого продукту. А у випадку з дизайном електронного середовища засоби проектування об'єднуються з самим об'єктом проектування, тобто інструмент реалізації завдання з продуктом. Тим самим створюється принципово нове комунікативне середовище (New media).
Нове комунікативне середовище, збільшивши доступність інформації, значно розширило поле діяльності медіадизайнерів. У новому середовищі можуть існувати одночасно і повноправно розрізнені носії інформації, які тепер об'єднуються в один, наприклад, текст, звук, статичні та динамічні зображення (відео і анімація).
Таким чином, складниками медіадізайну є наступні сфери: інформаційний дизайн, який спрямований на організацію та подання даних (текстових, звукових, нерухомих й динамічних зображень, відео, графіки) і на перетворення їх у ціннісну і осмислену інформацію; корпоративний дизайн, метою якого є створення образу продукту або компанії, здатного залучити потенційного клієнта; рекламний дизайн.
Медіадизайн охоплює наступні елементи подання матеріалу: складники інформаційної структури (текстовий матеріал, напівтонові і кольорові ілюстрації і графіка, анімаційна графіка, відеоматеріали, аудіоматеріали, довідково-супровідний апарат); технології (сценарії взаємодії користувача і продукту проектування, гіпертекст, принципи проектування (дизайну), особливості спроектованого продукту (відповідно до носія інформації). Інформацію необхідно структурувати і визначати, що має передавати кожен компонент (анімація, звук, текст, графічний образ тощо.).
У процесі створення продукту медіадизайну необхідно враховувати психологічні аспекти подачі інформації: фактори, що впливають на процеси сприйняття і мислення; значущі в процесі взаємодії з продуктом психологічні характеристики користувача; домінуючий стиль сприйняття інформації користувачем.
Перспективи розвитку медіа дизайну дозволяють зробити висновок про тенденції зміщення акцентів з традиційного друкованого середовища в область Нового з його рухомою динамічною композицією. Білборди замінюються дисплеями, замість записників подалі частіше використовуються мобільні телефони та портативні комп'ютери тощо.
Нова медіагалузь характеризується високим рівнем інтерактивності. Так, одним з найважливіших змін у структурі інформаційного обміну з появою телерадіомовлення було виникнення принципу зворотного зв'язку, у Нових медіа, завдяки досконалішим каналам комунікації, з'явилась можливість миттєвого відгуку на повідомлення. Таким чином, сам реципієнт втягується у процес формування повідомлення, сприйманого величезною аудиторією. У контексті глобальної мережі кожен стає одночасно і джерелом, і реципієнтом повідомлення.